# Drymophila rubricollis
Drymophila rubricollis là một loài chim trong họ Thamnophilidae.